# L'Espluga de Francolí
L'Espluga de Francolí är en kommun i Spanien.   Den ligger i provinsen Província de Tarragona och regionen Katalonien, i den östra delen av landet, 400 km öster om huvudstaden Madrid. Antalet invånare är 3 913. Arean är 57 kvadratkilometer. L'Espluga de Francolí gränsar till Vallbona de les Monges, Blancafort, Montblanc, Vimbodí i Poblet, Fulleda och Senan. 
Terrängen i L'Espluga de Francolí är varierad.